# Kegyúri jog
A kegyúri jog (latinul jus patronatus) vagy kegyuraság (latinul patronatus) azoknak a jogoknak és kötelmeknek az  összessége, amelyek az egyházi hivatalok betöltésénél – az egyház beleegyezésével – bizonyos harmadik személyt (természetes vagy jogi) személyt illetnek meg. Ezt a személyt, aki  egyébként állásánál fogva ilyen jogok gyakorolására nem lenne jogosított, kegyúrnak nevezik (latinul patronus). 
A kegyúri jog egyházi szervezetet alapító és fenntartó személy kiváltságos helyzete volt. Tipikusan olyan földesurakat illetve királyi városokat illetett meg, akiknek a földtulajdonán az egyház épült. 
A  világi kegyúri jogot a második világháború végéig városok is gyakorolták, pl. a Székesfőváros, Budapest.

## Fajtái
- Egyházi illetve világi

- - az egyházi kegyúri jog (jus patronatus ecclesiasticum) – olyan kegyúri jog, amely egyházi méltósághoz, hivatalhoz vagy testülethez volt kötve, vagy egyházi javakból keletkezett. (A  kegyúrnak világi vagy egyházi állapota ebben a tekintetben nem irányadó, így  lehetséges, hogy egyházi személy jut valamely világi kegyuraság és viszont,  világi személy jut valamely egyházi kegyuraság birtokába. Előfordul továbbá vegyes kegyuraság is.)
  - a világi  kegyúri jog (jus patronatus laicum).

- személyhez kötött (personale) illetve dologi (reale).
  - A dologi kegyúri jog  az, amely valamely fekvő birtokhoz van kötve és azzal másokra is átmegy, és ez megint vagy örökös (hereditarium), vagy nemzetiségi és családbeli (gentilitium vagy familiare) a szerint, amint minden végrendeleti vagy törvényes örökösre átmegy, vagy csak bizonyos család tagjaira szorítkozik.

- Szerzésmód szerint: 
  - eredeti módon (Eredeti szerzésről csak olyan kegyuraságra vonatkozólag lehet szó, mely eddig még másnak birtokában nem volt, tehát újonnan keletkezett. ( Ez alól kviétel elbirtoklás, amely eredeti szerzésmód akkor is, ha tárgyát olyan  kegyuraság képezi, amely már másnak a birtokában volt.) Ennek megfelelően  a kegyuraságot megszerzi: 
    - az, aki az egyház felépítéséhez szükséges telket adja (fundaito);
    - aki az egyházat saját költségén felépíti (aedificatio);
    - aki az egyházat a szükséges javadalmazással ellátja (dotatio).

- - átszármazás útján szerezhető.

## A világi kegyuraság
Magyarországon a városi kegyúri jog a második világháború végéig létezett.

## A kegyúrtársak
Ha a teljes egyházalapításhoz többen járulnak, a kegyuraságot közösen nyerik és kegyúrtársakká válnak (compatroni), még pedig ugy, hogyha valaki az alapítási cselekményeknek csak egyikét teljesítette, pl. csak a telket adta, egy másik pedig a többi kettőt teljesíti, a kijelölési jog gyakorlatában amaz csak egy, emez pedig két szavazattal bír. A kegyuraság továbbá eredeti módon pápai engedély által és emberi emlékezetet meghaladó hosszas gyakorlat, tehát elbirtoklás által szerezhető. Egyes nézetek szerint 1701 után csak katolikus földesurak szerezhettek kegyúri jogot.  Ezzel szemben szakadatlan törvényes gyakorlat szerint görög nem egyesültek és protestánsok a kegyuraságot megszerezhették. A zsidókra nézve az 1860. évi február 18-án kelt cs. rendelet azt határozta, hogy amennyiben  olyan jószág izraelita birtokos kezére kerül, amelyhez kegyuraság van kötve, a kegyúri jogok nyugosznak, a terheket azonban a birtokos viselni tartozik. Már létező kegyuraság származtatott módon élők közötti szerződés, halál esetére örökösödés útján szerezhető meg. Eredeti módon a kegyuraság  pedig elbirtoklás által szerezhető meg, amelyhez egyházi kegyúrral szemben 40, világival szemben 30 évi jóhiszemü békés birtok szükséges.
Dologbeli kegyuraság  annak a  birtoknak az elbirtoklásával szerezhető meg, amelyhez az kötve van. További szerzésmód az összeomlott egyháznak újjá felépítése, ha az eddigi kegyúr felszólítás dacára azt tenni vonakodna. Ebben az esetben azonban, ha a kegyúr szegény, a felépítő csak kegyúrtárssá lesz.

## A Glossában
A kegyurasággal járó jogokat és kötelmeket a Glossa következőképpen határozza meg: «Patrono debetur honos, onus, utilitasque; – Praesentet, praesit, defendat, alatur egenus». Jelesül: 
1. 1. a kegyúrnak kötelessége (onus) az egyház s a hozzá tartozó épületeknek jó karban tartása, szükség esetén újjá felépítése, a leolvadt javadalmazásnak kiegészítése.
2. 2. Joga és kötelessége (defendat) az egyházat s javait oltalmazni, a számadásokat megvizsgálni s általában felügyelni, nehogy az egyház valamiben károsodjék.
3. 3. Vétlen ínségre jutás esetében a kegyúr a javadalom feleslegéből való segélyeztetésre bír igénnyel.
4. 4. Tiszteleti jogai: a jus listrae: mely szerint a templom falaira nevét felirathatja, címerét kifüggesztheti; a «sedes in choro» kitünőbb hely az egyházban; «honor thuris» külön tömjénezés; ünnepélyes körmenetnél a legdíszesebb hely (közvetlenül a szentség után). Engesztelő miseáldozat és gyász elhunyta esetén. Régebben a templomban való temetkezés. A «jus processionis» vagyis díszmenettel való fogadtatás; és a «jus intercessionum» vagyis a jog, hogy neve az egyházi imákban felemlíttessék. Hazánkban azonban e két jog csak a Felséget illeti. A legkiválóbb kegyúri jog a kijelölés joga (jus praesentandi) a javadalom betöltésénél. (L. Bemutatás.) Ettől a kegyuraságtól (Jus Patronatus privatorium) lényegesen különbözik a magyar apostoli királynak legfőbb kegyúri joga (Jus patronatus Regii), amelyre nem az egyházjognak, hanem a magyar közjognak elvei és szabályai irányadók.

## Kegyúri bizottság
A kegyúri bizottság a két világháború között Budapest székesfőváros szerve volt, amely a székesfőváros kegyúri jogkörében eljárva a plébánosi állásokra való bemutatás jogát gyakorolta. Elnöke a főpolgármester volt, ha pedig ő nem volt római katolikus vallású, akkor a polgármester, illetve az alpolgármesterek közül sorrendben az a személy volt, aki római katolikus vallású. A bizottság  31 tagját a törvényhatósági bizottság római katolikus tagjai maguk közül 6 év tartamára, titkos szavazással választották. (1930 :XVIII. t.-c. 33. §.)